# Pierre Coustant
Pierre Coustant (1654-1721) est un moine français de la Congrégation de Saint-Maur, historien et philologue, célèbre pour ses éditions critiques d'œuvres patristiques, parmi lesquelles une édition des lettres pontificales depuis l’avènement de Clément Ier jusqu’à la mort de Sixte III.

## Biographie
Pierre Coustant est né à Compiègne, en la paroisse Saint-Jacques, le 30 avril 1654, dans une famille de la noblesse de robe[réf. nécessaire]. Son père était avocat au parlement. Sa mère, une Loysel, avait reçu une éducation classique chez les Jésuites de Compiègne.
Après avoir reçu une formation similaire au même endroit, il entra au monastère bénédictin Saint-Rémi de Reims à l'âge de dix-sept ans – il prononça ses vœux le 12 août 1672 – pour y effectuer des études de philosophie et de théologie.
Il fut nommé prieur à l'abbaye de Nogent-sous-Coucy où il demeura trois ans, avant d’entrer à Saint-Germain-des-Prés. C’est à cette occasion qu’il débuta ses travaux d’édition.
En marge de sa participation à l’importante édition des œuvres d’Augustin d'Hippone sous la direction de Dom Thomas Blampin (Paris, 1687-1700), il publia les opera omnia d’Hilaire de Poitiers à Paris en 1693 (Paris). Ce travail qui est toujours l’édition de référence pour quelques textes du Poitevin, fut réédité à Vérone en 1730 avec quelques ajouts par Francesco Scipione Maffei, puis repris à Paris en 1845 dans la Patrologie latine de Jacques-Paul Migne.

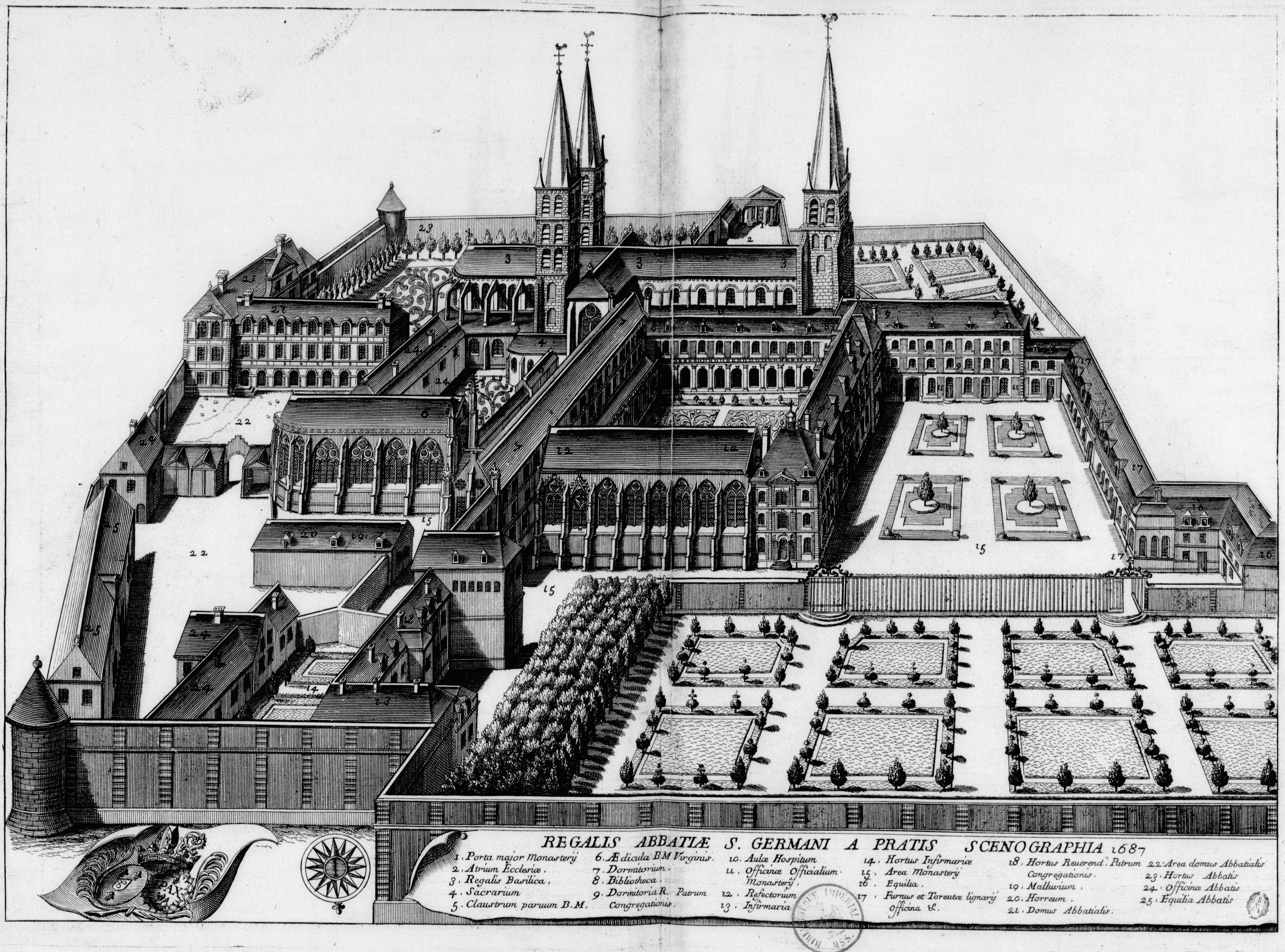
Abbaye de Saint-Germain-des-Prés en 1687.

Les œuvres d’Augustin terminées, Coustant se vit confier par ses supérieurs un projet d’édition des lettres pontificales depuis Clément Ier jusqu’à Innocent III (v. 88-1216). Avant lui, seuls le cardinal Antonio Carafa et Antonio d'Aquino avaient osé s’atteler à une telle entreprise, avec pour résultat leurs Epistolarum decretalium summorum Pontificum tomus primus, (...) tomus secundus et (...) tomus tertius (Rome, 1591). L’ouvrage n’était pas si ambitieux que celui projeté par Coustant car il ne dépassait pas le pontificat de Grégoire VII. Encore, il était bourré d’inexactitudes en matière chronologie tout en reprenant plusieurs faux et en négligeant nombre de documents, si bien qu’il fallait constamment le compléter avec d’autres publications telles que les Annales ecclesiasticae de Cesare Baronio et les Concilia antiquae Galliae du jésuite Jacques Sirmond. Le bénédictin avait donc pour tâche de remplacer la « compilation Caraffa-d’Aquinio » qui n’était plus du tout pratique.
Après avoir consacré plus de vingt ans à cette entreprise colossale, Coustant publia enfin à Paris en 1721 un premier tome d'Epistolae Romanorum pontificum consacré aux années 67 à 440.
Personnage austère qui vivait, dit-on, sans chauffage, Coustant mourut le 18 octobre suivant à Saint-Germain-des-Prés dont il était devenu le Doyen, cela sans avoir pu terminer sa dernière entreprise d’édition.
C.T.G. Schönemann réimprima (Göttingen, 1796) l'ouvrage de Coustant avec l'intention d'y adjoindre l'édition des lettres de Léon le Grand par les frères Ballerini (Venise, 1753-57) et de compléter le tout par de nouvelles notes critiques. Le projet ne dépassa jamais la réimpression du tome de Coustant - sans les appendices - dans lequel Schönemann n'apporta que bien peu de nouveautés, du moins rien de réellement utile. Une suite aux travaux conjoints de Coustant et des Ballerini, fondée principalement sur les papiers laissés par le bénédictin, fut publiée par A. Thiel (Braunsberg, 1867). Le projet initial devait couvrir les actes pontificaux depuis l'avènement d'Hilaire jusqu'à la mort Pélage II, mais s'arrêta au pontificat d'Hormisdas. Le matériau recueilli par Coustant est aujourd'hui conservé à la Bibliothèque vaticane. Quelques notes complémentaires seraient aussi conservées à la Bibliothèque nationale de France.